# Liste des épisodes de Community

Cet article présente la liste des épisodes de Community dans l'ordre de leur diffusion américaine.

## Saisons
| Saison | Épisodes | Diffusion originale | Diffusion originale | Sortie DVD        | Sortie DVD       | Sortie DVD        |
| Saison | Épisodes | Premier épisode     | Dernier épisode     | Zone 1            | Zone 2           | Zone 4            |
| ------ | -------- | ------------------- | ------------------- | ----------------- | ---------------- | ----------------- |
| 1      | 25       | 17 septembre 2009   | 20 mai 2010         | 21 septembre 2010 | 14 novembre 2011 | 29 septembre 2010 |
| 2      | 24       | 23 septembre 2010   | 12 mai 2011         | 6 septembre 2011  | NC               | 7 septembre 2011  |
| 3      | 22       | 22 septembre 2011   | 17 mai 2012         | NC                | NC               | NC                |
| 4      | 13       | 7 février 2013      | 9 mai 2013          | NC                | NC               | NC                |
| 5      | 13       | 2 janvier 2014      | 17 avril 2014       | NC                | NC               | NC                |
| 6      | 13       | 17 mars 2015        | 2 juin 2015         | NC                | NC               | NC                |

## Épisodes

### Première saison (2009-2010)
Sur le service Amazon Prime Video uniquement, 14 épisodes ont un titre francophone traduit par erreur du titre original d'un autre épisode.
| #  | 1re diffusion     | Titres francophones                    | Titres francophones                    | Titres francophones                         | Titre original                  | Réalisateur               | Scénariste                    | Code de production |
| #  | États-Unis        | DVD                                    | Prime Video                            | Netflix                                     | Titre original                  | Réalisateur               | Scénariste                    | Code de production |
| -- | ----------------- | -------------------------------------- | -------------------------------------- | ------------------------------------------- | ------------------------------- | ------------------------- | ----------------------------- | ------------------ |
| 01 | 17 septembre 2009 | Bienvenue à Greendale !                | Pilot                                  | Le concept de communauté                    | Pilot                           | Anthony Russo & Joe Russo | Dan Harmon                    | 100                |
| 02 | 24 septembre 2009 | Espagnol – Niveau 1                    | Le cours d'espagnol                    | Introduction à l'espagnol                   | Spanish 101                     | Joe Russo                 | Dan Harmon                    | 101                |
| 03 | 1er octobre 2009  | Initiation au cinéma                   | Introduction au cinéma                 | Bases en réalisation cinématographique      | Introduction to Film            | Anthony Russo             | Tim Hobert & Jon Pollack      | 102                |
| 04 | 8 octobre 2009    | Science comportementale                | Cours avancé de loi criminelle         | Psychologie sociale                         | Social Psychology               | Anthony Russo             | Liz Cackowski                 | 104                |
| 05 | 15 octobre 2009   | Droit criminel avancé                  | Droit criminel avancé                  | Droit pénal: niveau avancé                  | Advanced Criminal Law           | Joe Russo                 | Andrew Guest                  | 105                |
| 06 | 22 octobre 2009   | Football, féminisme et identité        | Psychologie sociale                    | Le football américain, le féminisme et vous | Football, Feminism and You      | Joe Russo                 | Hilary Winston                | 103                |
| 07 | 29 octobre 2009   | Introduction aux statistiques          | Introduction Aux Statistiques          | Bases de statistiques                       | Introduction to Statistics      | Justin Lin                | Tim Hobert & Jon Pollack      | 106                |
| 08 | 5 novembre 2009   | Économie domestique                    | Économie domestique                    | Économie domestique                         | Home Economics                  | Anthony Russo             | Lauren Pomerantz              | 107                |
| 09 | 12 novembre 2009  | L'art du débat                         | L'art du débat                         | Joutes oratoires                            | Debate 109                      | Joe Russo                 | Tim Hobert                    | 109                |
| 10 | 19 novembre 2009  | Science environnementale               | Le débat                               | Sciences de l'environnement                 | Environmental Science           | Seth Gordon               | Zach Paez                     | 108                |
| 11 | 3 décembre 2009   | Sociologie de la sexualité             | La politique de la sexualité humaine   | Politiques de la sexualité humaine          | The Politics of Human Sexuality | Anthony Russo             | Hilary Winston                | 110                |
| 12 | 10 décembre 2009  | Religion comparée                      | Religion comparée                      | Religion comparée                           | Comparative Religion            | Adam Davidson             | Liz Cackowski                 | 111                |
| 13 | 14 janvier 2010   | Journalisme d'investigation            | Danse d'interprétation                 | Journalisme d'investigation                 | Investigative Journalism        | Joe Russo                 | Jon Pollack & Tim Hobert      | 113                |
| 14 | 21 janvier 2010   | Danse figurative                       | Danse figurative                       | Danse interprétative                        | Interpretive Dance              | Justin Lin                | Lauren Pomerantz              | 112                |
| 15 | 4 février 2010    | Expressionnisme romantique             | Communication                          | Expressionnisme romantique                  | Romantic Expressionism          | Joe Russo                 | Andrew Guest                  | 115                |
| 16 | 11 février 2010   | Science de la communication            | Education physique                     | Communication                               | Communication Studies           | Adam Davidson             | Chris McKenna                 | 116                |
| 17 | 4 mars 2010       | Éducation physique                     | Poterie niveau débutant                | Éducation physique                          | Physical Education              | Anthony Russo             | Jessie Miller                 | 118                |
| 18 | 11 mars 2010      | Généalogie élémentaire                 | Introduction à la généalogie           | B A BA de la généalogie                     | Basic Genealogy                 | Ken Whittingham           | Karey Dornetto                | 117                |
| 19 | 18 mars 2010      | Poterie pour débutants                 | Poterie pour débutants                 | Poterie: Niveau débutant                    | Beginner Pottery                | Anthony Russo             | Hilary Winston                | 114                |
| 20 | 25 mars 2010      | Pratique de l'illusion                 | La science de l'illusion               | La science de l'illusion                    | The Science of Illusion         | Adam Davidson             | Zach Paez                     | 122                |
| 21 | 22 avril 2010     | Nouvelle cuisine américaine            | L'anglais en LV2                       | Volaille américaine contemporaine           | Contemporary American Poultry   | Tristram Shapeero         | Emily Cutler & Karey Dornetto | 123                |
| 22 | 29 avril 2010     | L'art du discours                      | L'art du discours                      | L'art de l'éloquence                        | The Art of Discourse            | Adam Davidson             | Chris McKenna                 | 124                |
| 23 | 6 mai 2010        | Guerre moderne                         | Modern Warfare                         | Une guerre moderne                          | Modern Warfare                  | Justin Lin                | Emily Cutler                  | 119                |
| 24 | 13 mai 2010       | Espagnol première langue               | Elevage américain contemporain         | Examen d'espagnol                           | English as a Second Language    | Gail Mancuso              | Tim Hobert                    | 120                |
| 25 | 20 mai 2010       | Réinterprétation du triangle de Pascal | Réinterprétation du triangle de Pascal | Le triangle de Pascal, revu et corrigé      | Pascal's Triangle Revisited     | Joe Russo                 | Hilary Winston                | 121                |

### Deuxième saison (2010-2011)
Sur le service Amazon Prime Video uniquement, 7 épisodes ont un titre francophone traduit par erreur du titre original d'un autre épisode.
| #  | 1re diffusion     | Titres francophones                         | Titres francophones                         | Titres francophones                                           | Titre original                             | Réalisateur       | Scénariste                      | Code de production |
| #  | États-Unis        | DVD                                         | Prime Video                                 | Netflix                                                       | Titre original                             | Réalisateur       | Scénariste                      | Code de production |
| -- | ----------------- | ------------------------------------------- | ------------------------------------------- | ------------------------------------------------------------- | ------------------------------------------ | ----------------- | ------------------------------- | ------------------ |
| 01 | 23 septembre 2010 | Anthropologie – Niveau 1                    | Anthropologie – Niveau 1                    | Introduction à l'anthropologie                                | Anthropology 101                           | Joe Russo         | Chris McKenna                   | 201                |
| 02 | 30 septembre 2010 | Comptabilité pour avocats                   | Comptabilité pour avocats                   | La comptabilité expliquée aux avocats                         | Accounting for Lawyers                     | Joe Russo         | Emily Cutler                    | 203                |
| 03 | 7 octobre 2010    | Thanatologie                                | Thanatologie                                | L'art du lâcher-prise                                         | The Psychology of Letting Go               | Anthony Russo     | Hilary Winston                  | 202                |
| 04 | 14 octobre 2010   | Notions élémentaires d'ingénierie spatiale  | Notions élémentaires d'ingénierie spatiale  | B A BA des fusées                                             | Basic Rocket Science                       | Anthony Russo     | Andy Bobrow                     | 204                |
| 05 | 21 octobre 2010   | Mythes messianiques et peuples anciens      | Mythes messianiques et peuples anciens      | Mythes messianiques et peuples anciens                        | Messianic Myths and Ancient Peoples        | Tristram Shapeero | Andrew Guest                    | 205                |
| 06 | 28 octobre 2010   | Épidémiologie                               | Épidémiologie                               | Épidémiologie                                                 | Epidemiology                               | Anthony Hemingway | Karey Dornetto                  | 206                |
| 07 | 4 novembre 2010   | Aérodynamique des genres                    | Aérodynamique des genres                    | L'aérodynamique des genres                                    | Aerodynamics of Gender                     | Tristram Shapeero | Adam Countee                    | 207                |
| 08 | 11 novembre 2010  | Calligraphie de groupe                      | Calligraphie de groupe                      | Collaboration et calligraphie                                 | Cooperative Calligraphy                    | Joe Russo         | Megan Ganz                      | 208                |
| 09 | 18 novembre 2010  | Théories du complot                         | Certificat de mixologie                     | Décoration d'intérieur et théories du complot                 | Conspiracy Theories and Interior Design    | Adam Davidson     | Chris McKenna                   | 210                |
| 10 | 2 décembre 2010   | Certificat de mixologie                     | Théories du complot                         | Premier degré de mixologie                                    | Mixology Certification                     | Jay Chandrasekhar | Andy Bobrow                     | 209                |
| 11 | 9 décembre 2010   | L'incontrôlable Noël d'Abed                 | L'incontrôlable Noël d'Abed                 | L'incoercible Noël d'Abed                                     | Abed's Uncontrollable Christmas            | Duke Johnson      | Dino Stamatopoulos & Dan Harmon | 222                |
| 12 | 20 janvier 2011   | Étude des peuples d'Asie                    | L'incontrôlable Noël d'Abed                 | Étude des populations asiatiques                              | Asian Population Studies                   | Anthony Russo     | Emily Cutler                    | 211                |
| 13 | 27 janvier 2011   | Initiation à la pharmacologie               | Étude des peuples d'Asie                    | Pharmacologie des célébrités                                  | Celebrity Pharmacology                     | Fred Goss         | Hilary Winston                  | 212                |
| 14 | 3 février 2011    | Donjons et Dragons avancés                  | Donjons et Dragons avancés                  | Donjons et Dragons: Niveau avancé                             | Advanced Dungeons & Dragons                | Joe Russo         | Andrew Guest                    | 214                |
| 15 | 10 février 2011   | Le romantisme à l'aube du 21e siècle        | Le romantisme à l'aube du 21e siècle        | Le romantisme au début du 19e siècle                          | Early 21st Century Romanticism             | Steven Sprung     | Karey Dornetto                  | 213                |
| 16 | 17 février 2011   | Réalisation documentaire                    | Réalisation documentaire                    | Réalisation de documentaires: Niveau intermédiaires           | Intermediate Documentary Filmmaking        | Joe Russo         | Megan Ganz                      | 215                |
| 17 | 24 février 2011   | Sciences politiques                         | Sciences politiques                         | Bases en sciences politiques                                  | Intro to Political Science                 | Jay Chandrasekhar | Adam Countee                    | 216                |
| 18 | 17 mars 2011      | Droits de garde et diplomatie orientale     | Sciences politiques                         | Réalités du droit de garde et Diplomatie de l'Europe de l'est | Custody Law and Eastern European Diplomacy | Anthony Russo     | Andy Bobrow                     | 217                |
| 19 | 24 mars 2011      | Analyse filmique                            | Droits de garde et diplomatie orientale     | Analyse critique de films                                     | Critical Film Studies                      | Richard Ayoade    | Sona Panos                      | 218                |
| 20 | 14 avril 2011     | Nourritures terrestres et spirituelles      | Nourritures terrestres et spirituelles      | Compétitions de dégustation œnologique                        | Competitive Wine Tasting                   | Joe Russo         | Emily Cutler                    | 219                |
| 21 | 21 avril 2011     | Paradigme de la mémoire                     | Paradigme de la mémoire                     | Paradigmes de la mémoire humaine                              | Paradigms of Human Memory                  | Tristram Shapeero | Chris McKenna                   | 220                |
| 22 | 28 avril 2011     | Anthropologie appliquée et art culinaire    | Paradigme de la mémoire                     | Anthropologie appliquée et Arts culinaires                    | Applied Anthropology and Culinary Arts     | Jay Chandrasekhar | Karey Dornetto                  | 221                |
| 23 | 5 mai 2011        | Pour une poignée de billes de peinture      | Pour une poignée de billes de peinture      | Grand prix de paintball                                       | A Fistful of Paintballs                    | Joe Russo         | Andrew Guest                    | 223                |
| 24 | 12 mai 2011       | Et pour quelques billes de peinture de plus | Et pour quelques billes de peinture de plus | Et pour quelques billes de plus                               | For a Few Paintballs More                  | Joe Russo         | Hilary Winston                  | 224                |

### Troisième saison (2011-2012)
Sur le service Amazon Prime Video uniquement, 4 épisodes ont un titre francophone traduit par erreur du titre original d'un autre épisode et un conserve son titre original.
| #  | 1re diffusion     | Titres francophones                      | Titres francophones                   | Titres francophones                                     | Titre original                         | Réalisateur       | Scénariste                      | Code de production |
| #  | États-Unis        | DVD                                      | Prime Video                           | Netflix                                                 | Titre original                         | Réalisateur       | Scénariste                      | Code de production |
| -- | ----------------- | ---------------------------------------- | ------------------------------------- | ------------------------------------------------------- | -------------------------------------- | ----------------- | ------------------------------- | ------------------ |
| 1  | 22 septembre 2011 | Biologie 101                             | Biologie - Niveau 1                   | Introduction à la biologie                              | Biology 101                            | Anthony Russo     | Garrett Donovan & Neil Goldman  | 301                |
| 2  | 29 septembre 2011 | Géographie des conflits mondiaux         | Géographie des conflits mondiaux      | Géographie des conflits mondiaux                        | Geography of Global Conflict           | Joe Russo         | Andy Bobrow                     | 302                |
| 3  | 6 octobre 2011    | Ecologie compétitive                     | Théorie du chaos intégral             | Ecologie et compétition                                 | Competitive Ecology                    | Anthony Russo     | Maggie Bandur                   | 304                |
| 4  | 13 octobre 2011   | Théorie du chaos intégral                | Théorie du chaos intégral             | Théorie du chaos correctif                              | Remedial Chaos Theory                  | Jeffrey Melman    | Chris McKenna                   | 303                |
| 5  | 27 octobre 2011   | L'horreur en sept étapes                 | L'horreur en sept étapes              | La fiction d'horreur en sept étapes terrifiantes        | Horror Fiction in Seven Spooky Steps   | Tristram Shapeero | Dan Harmon                      | 305                |
| 6  | 3 novembre 2011   | Gay Avancé                               | Gay Avancé                            | Gay: Niveau avancé                                      | Advanced Gay                           | Joe Russo         | Matt Murray                     | 306                |
| 7  | 10 novembre 2011  | Études Contemporaines De Mouvements      | Études Contemporaines De Mouvements   | Modernité et déplacements                               | Studies in Modern Movement             | Tristram Shapeero | Adam Countee                    | 307                |
| 8  | 17 novembre 2011  | Réalisation Documentaire, Le Retour      | Réalisation Documentaire, Le Retour   | Réalisation de documentaires: Redux                     | Documentary Filmmaking: Redux          | Joe Russo         | Megan Ganz                      | 308                |
| 9  | 1er décembre 2011 | Foot et vigilance nocturne               | Baby Foot et vigilance nocturne       | Tournoi de baby-foot - Vigilance, analyse et déductions | Foosball and Nocturnal Vigilantism     | Anthony Russo     | Chris Kula                      | 309                |
| 10 | 8 décembre 2011   | Chansons de Noël régionales              | Chansons de Noël régionales           | Musique: Le Noël des régions                            | Regional Holiday Music                 | Tristram Shapeero | Steve Basilone & Annie Mebane   | 310                |
| 11 | 15 mars 2012      | Mariage urbain et art de la sandwicherie | Impressionnistes contemporains        | Mariage urbain et sandwicherie                          | Urban Matrimony and the Sandwich Arts  | Kyle Newacheck    | Vera Santamaria                 | 312                |
| 12 | 22 mars 2012      | Impressionnistes contemporains           | Impressionnistes contemporains        | Impressionnistes contemporains                          | Contemporary Impressionists            | Kyle Newacheck    | Alex Cooley                     | 311                |
| 13 | 29 mars 2012      | Exploration numérique d'intérieurs       | Exploration numérique d'intérieurs    | Exploration numérique du design d'intérieur             | Digital Exploration of Interior Design | Dan Eckman        | Chris McKenna                   | 313                |
| 14 | 5 avril 2012      | Oreillers et couvertures                 | Oreillers et couvertures              | Couvertures et oreillers                                | Pillow and Blankets                    | Tristram Shapeero | Andy Bobrow                     | 314                |
| 15 | 12 avril 2012     | Origine de la mythologie des vampires    | Origine de la mythologie des vampires | Origine de la mythologie des vampires                   | Origins of Vampire Mythology           | Steven Tsuchida   | Dan Harmon                      | 315                |
| 16 | 19 avril 2012     | Analyse de systèmes virtuels             | Analyse de systèmes virtuels          | Analyse des systèmes virtuels                           | Virtual Systems Analysis               | Tristram Shapeero | Matt Murray                     | 316                |
| 17 | 26 avril 2012     | Urologie lupine élémentaire              | Urologie lupine élémentaire           | Meurtre au labo                                         | Basic Lupine Urology                   | Rob Schrab        | Megan Ganz                      | 317                |
| 18 | 3 mai 2012        | Liste de cours indisponible              | Liste de cours indisponible           | Liste de cours indisponible                             | Course Listing Unavailable             | Tristram Shapeero | Tim Saccardo                    | 318                |
| 19 | 10 mai 2012       | Curriculum indisponible                  | Curriculum indisponible               | Programme indisponible                                  | Curriculum Unavailable                 | Adam Davidson     | Adam Countee                    | 319                |
| 20 | 17 mai 2012       | Gestion de patrimoine numérique          | Digital Estate Planning               | Dévolution successorale numérique                       | Digital Estate Planning                | Adam Davidson     | Matt Warburton                  | 322                |
| 21 | 17 mai 2012       | La première dynastie Chang               | Gestion de patrimoine numérique       | La première dynastie Chang                              | The First Chang Dynasty                | Jay Chandrasekhar | Matt Fusfeld & Alex Cuthbertson | 320                |
| 22 | 17 mai 2012       | Introduction à la finalité               | La première dynastie Chang            | Bases sur la finalité                                   | Introduction to Finality               | Tristram Shapeero | Steve Basilone & Annie Mebane   | 321                |

NBC annonce le 14 novembre 2011 que la diffusion de la seconde moitié de la saison 3 est suspendue, la plage horaire du jeudi soir étant occupée à partir de janvier 2012 par 30 Rock. Le reste de la saison est finalement diffusé à partir du 15 mars 2012. Le 17 mai 2012, les trois derniers épisodes sont diffusés à la suite.

### Quatrième saison (2013)
Le 10 mai 2012, la série est renouvelée pour une quatrième saison de 13 épisodes diffusée depuis le 7 février 2013. Le créateur Dan Harmon ne participe pas à la réalisation de cette saison.
| #  | 1re diffusion | Titres francophones                               | Titres francophones                                | Titre original                             | Réalisateur          | Scénariste                                    | Code de production |
| #  | États-Unis    | Prime Video                                       | Netflix                                            | Titre original                             | Réalisateur          | Scénariste                                    | Code de production |
| -- | ------------- | ------------------------------------------------- | -------------------------------------------------- | ------------------------------------------ | -------------------- | --------------------------------------------- | ------------------ |
| 01 | 07/02/13      | Rudiments d'histoire                              | Intrduction à l'histoire                           | History 101                                | Tristram Shapeero    | Andy Bobrow                                   | 401                |
| 02 | 14/02/13      | Une famille paranormale                           | Parenté paranormale                                | Paranormal Parentage                       | Tristram Shapeero    | Megan Ganz                                    | 403                |
| 03 | 21/02/13      | Les conventions de l'espace et du temps           | Espace-Temps: Convention et conventions            | Conventions of Space and Time              | Michael Patrick Jann | Maggie Bandur                                 | 404                |
| 04 | 28/02/13      | Histoire parallèle de l'invasion allemande        | Une autre histoire de l'invasion allemande         | Alternative History of the German Invasion | Steven Tsuchida      | Ben Wexler                                    | 402                |
| 05 | 07/03/13      | Évasion coopérative dans les relations familiales | La fuite coopérative dans les relations familiales | Cooperative Escapism in Familial Relations | Tristram Shapeero    | Steve Basilone & Annie Mebane                 | 405                |
| 06 | 14/03/13      | Tournage de documentaire avancé                   | Réalisation de documentaires: Niveau avancé        | Advanced Documentary Filmmaking            | Jay Chandrasekhar    | Hunter Covington                              | 408                |
| 07 | 21/03/13      | Économie de la biologie marine                    | Économie de biologie marine                        | Economics of Marine Biology                | Tricia Brock         | Tim Saccardo                                  | 406                |
| 08 | 04/04/13      | Histoire féminine de la danse                     | HistoirE de DancE                                  | Herstory of Dance                          | Tristram Shapeero    | Jack Kukoda                                   | 407                |
| 09 | 11/04/13      | Introduction à la substitution de marionnettes    | Bases sur le feutre de substitution                | Intro to Felt Surrogacy                    | Tristram Shapeero    | Gene Hong                                     | 413                |
| 10 | 18/04/13      | Introduction aux nœuds                            | Bases sur l'art des nœuds                          | Intro to Knots                             | Tristram Shapeero    | Andy Bobrow                                   | 409                |
| 11 | 25/04/13      | Rudiments de l’anatomie humaine                   | B A BA d'anatomie humaine                          | Basic Human Anatomy                        | Beth McCarthy-Miller | Jim Rash                                      | 410                |
| 12 | 02/05/13      | Origines héroïques                                | L'origine des héros                                | Heroic Origins                             | Victor Nelli, Jr.    | Steve Basilone & Annie Mebane & Maggie Bandur | 412                |
| 13 | 09/05/13      | Introduction avancée à la finalité                | Bases sur la finalité: Niveau avancé               | Advanced Introduction to Finality          | Tristram Shapeero    | Megan Ganz                                    | 411                |

### Cinquième saison (2014)
Le 10 mai 2013, la série est renouvelée pour une cinquième saison de 13 épisodes diffusée depuis le 2 janvier 2014.
| #  | 1re diffusion | Titres francophones                                        | Titres francophones                                 | Titre original                             | Réalisateur       | Scénariste                 | Code de production |
| #  | États-Unis    | Prime Video                                                | Netflix                                             | Titre original                             | Réalisateur       | Scénariste                 | Code de production |
| -- | ------------- | ---------------------------------------------------------- | --------------------------------------------------- | ------------------------------------------ | ----------------- | -------------------------- | ------------------ |
| 01 | 02/01/14      | Nouveau pilote                                             | Re-pilote                                           | Repilot                                    | Tristram Shapeero | Dan Harmon & Chris McKenna | 501                |
| 02 | 02/01/14      | Découverte de l'enseignement                               | Bases en enseignement                               | Introduction to Teaching                   | Jay Chandrasekhar | Andy Bobrow                | 502                |
| 03 | 09/01/14      | Numismatique interfessière de base                         | B A BA de la numismatique interglutéale             | Basic Intergluteal Numismatics             | Tristram Shapeero | Erik Sommers               | 505                |
| 04 | 16/01/14      | Polygraphie coopérative                                    | Polygraphie de groupe                               | Cooperative Polygraphy                     | Tristram Shapeero | Alex Rubens                | 503                |
| 05 | 23/01/14      | Évasion géothermique                                       | Évasion géothermique                                | Geothermal Escapism                        | Joe Russo         | Tim Saccardo               | 504                |
| 06 | 30/01/14      | Analyse de la mise en réseau basée sur un panneau de liège | Analyse des réseaux sur fond de liège               | Analysis of Cork-Based Networking          | Tristram Shapeero | Monica Padrick             | 506                |
| 07 | 27/02/14      | Bondage et sexualité du mâle bêta                          | Bondage et sexualité de l'homme bêta                | Bondage and Beta Male Sexuality            | Tristram Shapeero | Dan Guterman               | 507                |
| 08 | 6/03/14       | Développement d'application et condiments                  | Développement d'application et condiments           | App Development and Condiments             | Rob Schrab        | Jordan Blum & Parker Deay  | 508                |
| 09 | 13/03/14      | Réparation de magnétoscope et publication éducative        | Maintenance de magnétoscopes et Édition pédagogique | VCR Maintenance and Educational Publishing | Tristram Shapeero | Donald Diego               | 509                |
| 10 | 20/03/14      | Donjons & Dragons Plus Plus                                | Donjons et dragons: Niveau initié                   | Advanced Advanced Dungeons & Dragons       | Joe Russo         | Matt Roller                | 510                |
| 11 | 03/04/14      | G.I. Jeff                                                  | G.I. Jeff                                           | G.I. Jeff                                  | Rob Schrab        | Dino Stamatopoulos         | 513                |
| 12 | 10/04/14      | Les bases de l'intrigue                                    | B A BA de la narration                              | Basic Story                                | Jay Chandrasekhar | Carol Kolb                 | 512                |
| 13 | 17/04/14      | Sandwich de base                                           | B A BA du sandwich                                  | Basic Sandwich                             | Rob Schrab        | Ryan Ridley                | 511                |

### Sixième saison (2015)
Le 30 juin 2014, la série est reprise par Yahoo pour une sixième saison de treize épisodes prévue pour le 17 mars 2015.
| #  | 1re diffusion | Titres francophones                                | Titres francophones                                          | Titre original                                 | Réalisateur           | Scénariste                  | Code de production |
| #  | États-Unis    | Prime Video                                        | Netflix                                                      | Titre original                                 | Réalisateur           | Scénariste                  | Code de production |
| -- | ------------- | -------------------------------------------------- | ------------------------------------------------------------ | ---------------------------------------------- | --------------------- | --------------------------- | ------------------ |
| 01 | 17/03/15      | Les échelles                                       | Échelles et échelons                                         | Ladders                                        | Rob Schrab            | Dan Harmon et Chris McKenna | 602                |
| 02 | 17/03/15      | Entretien de tondeuse à gazon et soins post-nataux | Entretien des tondeuses à gazon et Soins postnatals          | Lawnmower Maintenance and Postnatal Care       | Jim Rash et Nat Faxon | Alex Rubens                 | 601                |
| 03 | 24/03/15      | Décorum de base pour une situation de crise        | B A BA du décorum du centre de crise                         | Basic Crisis Room Decorum                      | Bobcat Goldthwait     | Monica Padrick              | 605                |
| 04 | 31/03/15      | Étranges études et épilation avancée               | Études queer et épilation: Niveau avancé                     | Queer Studies and Advanced Waxing              | Jim Rash et Nat Faxon | Matt Lawton                 | 603                |
| 05 | 7/04/15       | Les lois de la robotique et les droits à la fête   | Lois de la robotique et Droit de la fête                     | Laws of Robotics and Party Rights              | Rob Schrab            | Dean Young                  | 604                |
| 06 | 14/04/15      | Sécurité des e-mails de base                       | B A BA de la sécurité des courriels                          | Basic Email Security                           | Matt Roller           | Jay Chandrasekhar           | 606                |
| 07 | 21/04/15      | Fonction de sécurité avancée                       | Dispositif de sécurité: Niveau avancé                        | Advanced Safety Features                       | Carol Kolb            | Rob Schrab                  | 607                |
| 08 | 28/04/15      | Introduction au cinéma recyclé                     | Bases en cinéma recyclé                                      | Intro to Recycled Cinema                       | Victor Nelli, Jr.     | Clay Lapari                 | 608                |
| 09 | 5/05/15       | Arnaque, niveau 1                                  | Introduction à l'art de l'arnaque                            | Grifting 101                                   | Rob Schrab            | Ryan Ridley                 | 609                |
| 10 | 12/05/15      | Problèmes mécaniques et chiromancie                | B A BA de la mécanique des camping-cars et de la chiromancie | Basic RV Repair & Palmistry                    | Jay Chandrasekhar     | Dan Guterman                | 610                |
| 11 | 19/05/15      | Espionnage moderne                                 | L'espionnage moderne                                         | Modern Espionage                               | Rob Schrab            | Mark Stegemann              | 611                |
| 12 | 26/05/15      | Mariage et vidéo                                   | Vidéographie de mariage                                      | Wedding Videography                            | Adam Davidson         | Briggs Hatton               | 612                |
| 13 | 2/06/15       | Les conséquences émotionnelles de la télévision    | Les conséquences émotionnelles de la télédiffusion           | Emotional Consequences of Broadcast Television | Rob Schrab            | Dan Harmon et Chris McKenna | 613                |

### Webisodes
Plusieurs séries d'épisodes en ligne ont été diffusées sur le site de NBC :
- The 5 As of Greendale (2009)
- The Community College Chronicles (2009)
- Spanish Videos (2010)
- Study Break (2010)
- Road to the Emmys (2010)
- Dean Pelton's Office Hours (2010)
- Abed's Master Key (2012)